# Royalteen
Royalteen ist ein norwegischer Film aus dem Jahr 2022 unter der Regie von Per-Olav Sørensen und Emilie Beck. Es basiert auf dem Buch Arvingen. Halve kongeriket 1, geschrieben von Randi Fuglehaug und Anne Gunn Halvorsen. Die Premiere fand am 17. August 2022 auf Netflix statt. Mit Royalteen: Prinzessin Margrethe folgte 2023 eine Fortsetzung.

## Inhaltsangabe
Als Prinz Karl Johan, genannt Kalle, und Neuankömmling Lena beginnen, Gefühle füreinander zu entwickeln, ist Lena erfreut, aber aus vielen Gründen auch skeptisch. Kalle taucht regelmäßig in Boulevardzeitungen und Klatschblogs auf. Lena ist sich vollkommen darüber im Klaren, dass die Werbung für den Thronfolger sie beide in eine unmögliche Situation bringen könnte, obwohl sie weder Kalle noch sonst jemandem ihr größtes Geheimnis verraten hat, weshalb sie auch ihre Heimatstadt verlassen hat.

## Kritik
Das Lexikon des internationalen Films gibt eineinhalb von fünf Sternen und urteilt: „Die Young-Adult-Romanze versucht, royalen Glamour mit einer Story zu verbinden, in der es nicht zuletzt um Risiken und Nebenwirkungen der Social-Media-Aufmerksamkeit geht, bleibt dabei aber ziemlich blass und kann vor allem der Liebesgeschichte wenig emotionalen Schwung abgewinnen.“